# متین کریم‌زاده
متین کریم‌ زاده (زادهٔ ۰۹ تیر ۱۳۷۷ در بوشهر) بازیکن فوتبال اهل ایران است که در پست مدافع چپ برای باشگاه فوتبال نساجی مازندران در لیگ برتر خلیج فارس بازی می‌کند.

## دوران باشگاهی

### نساجی مازندران
وی در تاریخ ۱۶ بهمن ۱۴۰۰ به صورت قرضی به نساجی مازندران پیوست
استقلال تهران
در سال ۲۰۲۰ با قراردادی به باشگاه فوتبال استقلال تهران پیوست.

## آمار باشگاهی
تا تاریخ ۱۰ تیر ۱۴۰۱
| عملکرد            | عملکرد            | عملکرد            | لیگ  | لیگ | جام      | جام      | قاره‌ای | قاره‌ای | مجموع | مجموع |
| فصل               | باشگاه            | لیگ               | بازی | گل  | بازی     | گل       | بازی   | گل     | بازی  | گل    |
| ایران             | ایران             | ایران             | لیگ  | لیگ | جام حذفی | جام حذفی | آسیا   | آسیا   | مجموع | مجموع |
| ----------------- | ----------------- | ----------------- | ---- | --- | -------- | -------- | ------ | ------ | ----- | ----- |
| ۲۰۱۷–۲۰۱۸         | شاهین بوشهر       | لیگ‌آزادگان        | ۲    | ۰   | ۰        | ۰        | _      | _      | ۲     | ۰     |
| ۲۰۱۸–۲۰۱۹         | شاهین بوشهر       | لیگ‌آزادگان        | ۱    | ۰   | ۰        | ۰        | –      | –      | ۱     | ۰     |
| مجموع شاهین بوشهر | مجموع شاهین بوشهر | مجموع شاهین بوشهر | ۳    | ۰   | ۰        | ۰        | _      | _      | ۳     | ۰     |
| ۲۰۱۸–۲۰۱۹         | پارس جنوبی        | لیگ برتر          | ۳    | ۱   | ۰        | ۰        | _      | _      | ۳     | ۱     |
| ۲۰۱۹–۲۰۲۰         | پارس جنوبی        | لیگ برتر          | ۱۸   | ۰   | ۱        | ۰        | _      | _      | ۱۹    | ۰     |
| مجموع پارس جنوبی  | مجموع پارس جنوبی  | مجموع پارس جنوبی  | ۲۱   | ۱   | ۱        | ۰        | _      | _      | ۲۲    | ۱     |
| ۲۰۲۰–۲۰۲۱         | استقلال           | لیگ برتر          | ۱۵   | ۱   | ۱        | ۰        | ۱      | ۰      | ۱۷    | ۱     |
| ۲۰۲۱–۲۰۲۲         | استقلال           | لیگ برتر          | ۱    | ۰   | ۱        | ۰        | _      | _      | ۲     | ۰     |
| مجموع استقلال     | مجموع استقلال     | مجموع استقلال     | ۱۶   | ۱   | ۲        | ۰        | ۱      | ۰      | ۱۹    | ۱     |
| مجموع آمار        | مجموع آمار        | مجموع آمار        | ۴۰   | ۲   | ۳        | ۰        | ۱      | ۰      | ۴۴    | ۲     |

## افتخارات

### استقلال
- جام حذفی:
  - نایب قهرمان(۱): ۱۴۰۰–۱۳۹۹
- لیگ برتر:
  - نایب قهرمان(۱): ۱۴۰۰–۱۳۹۹

### نساجی مازندران
- جام حذفی(۱): ۰۱–۱۴۰۰